# Janne Leskinen
Janne Leskinen (ur. 24 lipca 1971 w Kuopio) – fiński narciarz alpejski, dwukrotny medalista mistrzostw świata juniorów.

## Kariera
Po raz pierwszy na arenie międzynarodowej Janne Leskinen pojawił się w 1988 roku, kiedy wystąpił na mistrzostwach świata juniorów w Madonna di Campiglio. Zdobył tam srebrny medal w gigancie. W zawodach tego cyklu startował jeszcze dwukrotnie, zdobywając brązowy medal w kombinacji podczas mistrzostw świata juniorów w Zinal w 1990 roku.
W zawodach Pucharu Świata zadebiutował w sezonie 1991/1992. Pierwsze pucharowe punkty wywalczył 28 stycznia 1992 roku w Garmisch-Partenkirchen, zajmując 28. miejsce w supergigancie. Nigdy nie stanął na podium zawodów pucharowych, najlepszy wynik osiągnął 4 lutego 1996 roku w Garmisch-Partenkirchen, gdzie był czwarty w supergigancie. Walkę o podium przegrał tam z Austriakiem Patrickiem Wirthem o 0,25 sekundy. Najlepsze wyniki osiągał w sezonie 1995/1996, kiedy zajął 65. miejsce w klasyfikacji generalnej, a w klasyfikacji supergiganta był szesnasty.
W 1993 roku wystartował na mistrzostwach świata w Morioce, zajmując 24. miejsce w gigancie. Rok później wziął udział w igrzyskach olimpijskich w Lillehammer, gdzie jego najlepszym wynikiem było trzynaste miejsce w supergigancie. Najbliżej medalu był podczas mistrzostw świata w Sierra Nevada w 1996 roku, gdzie w tej samej konkurencji był czwarty. Walkę o podium przegrał tam z Norwegiem Kjetilem André Aamodtem o 0,26 sekundy. Był też między innymi piętnasty w kombinacji na rozgrywanych rok później mistrzostwach świata w Sestriere. Wielokrotnie zdobywał medale mistrzostw Finlandii, w tym złote w supergigancie w latach 1997-1998 i gigancie w 1996 roku. W kwietniu 1998 roku zakończył karierę.

## Osiągnięcia

### Igrzyska olimpijskie
| Miejsce | Dzień     | Rok  | Miejscowość | Konkurencja | Czas biegu  | Strata  | Zwycięzca       |
| ------- | --------- | ---- | ----------- | ----------- | ----------- | ------- | --------------- |
| 30.     | 13 lutego | 1994 | Lillehammer | Zjazd       | 1:45,75 min | +2,12 s | Tommy Moe       |
| 22.     | 15 lutego | 1994 | Lillehammer | Kombinacja  | 3:17,53 min | +8,00 s | Lasse Kjus      |
| 13.     | 17 lutego | 1994 | Lillehammer | Supergigant | 1:32,53 min | +1,56 s | Markus Wasmeier |
| DNF     | 23 lutego | 1994 | Lillehammer | Gigant      | 2:52,46 min | -       | Markus Wasmeier |

### Mistrzostwa świata
| Miejsce | Dzień     | Rok  | Miejscowość   | Konkurencja | Czas biegu  | Strata  | Zwycięzca           |
| ------- | --------- | ---- | ------------- | ----------- | ----------- | ------- | ------------------- |
| 24.     | 10 lutego | 1993 | Morioka       | Gigant      | 2:15,36 min | +5,85 s | Kjetil André Aamodt |
| 4.      | 13 lutego | 1996 | Sierra Nevada | Supergigant | 1:21,80 min | +0,57 s | Atle Skårdal        |
| 29.     | 17 lutego | 1996 | Sierra Nevada | Zjazd       | 2:00,17 min | +3,61 s | Patrick Ortlieb     |
| 15.     | 19 lutego | 1996 | Sierra Nevada | Kombinacja  | 3:31,95 min | +8,60 s | Marc Girardelli     |
| 32.     | 3 lutego  | 1997 | Sestriere     | Supergigant | 1:29,68 min | +2,63 s | Atle Skårdal        |
| 15.     | 6 lutego  | 1997 | Sestriere     | Kombinacja  | 3:10,40 min | +9,14 s | Kjetil André Aamodt |
| 27.     | 8 lutego  | 1997 | Sestriere     | Zjazd       | 1:51,11 min | +3,01 s | Bruno Kernen        |

### Mistrzostwa świata juniorów
| Miejsce | Dzień       | Rok  | Miejscowość          | Konkurencja | Czas biegu  | Strata  | Zwycięzca           |
| ------- | ----------- | ---- | -------------------- | ----------- | ----------- | ------- | ------------------- |
| 2.      | 29 stycznia | 1988 | Madonna di Campiglio | Gigant      | 2:05,55 min | +0,18 s | Gregor Grilc        |
| 16.     | 6 kwietnia  | 1989 | Aleyska              | Supergigant | 1:17,59 min | +2,29 s | Tommy Moe           |
| 8.      | 7 kwietnia  | 1989 | Aleyska              | Gigant      | 2:17,20 min | +2,84 s | Jeremy Nobis        |
| 18.     | 8 kwietnia  | 1989 | Aleyska              | Slalom      | 1:39,32 min | +5,15 s | Sergio Bergamelli   |
| 16.     | 21 marca    | 1990 | Zinal                | Zjazd       | 1:19,42 min | +2,79 s | Kjetil André Aamodt |
| 4.      | 24 marca    | 1990 | Zinal                | Gigant      | 2:20,38 min | +2,04 s | Lasse Kjus          |
| 5.      | 25 marca    | 1990 | Zinal                | Slalom      | 1:28,15 min | +1,24 s | Luigi Tacchini      |
| 3.      | 25 marca    | 1990 | Zinal                | Kombinacja  | ?           | ?       | Kjetil André Aamodt |

### Puchar Świata

#### Miejsca w klasyfikacji generalnej
- sezon 1991/1992: 151.
- sezon 1992/1993: 119.
- sezon 1993/1994: 72.
- sezon 1994/1995: 88.
- sezon 1995/1996: 65.
- sezon 1996/1997: 88.

#### Miejsca na podium w zawodach
Leskinen nigdy nie stanął na podium zawodów PŚ.